# Didactique visuelle
 (novembre 2008).
Si vous disposez d'ouvrages ou d'articles de référence ou si vous connaissez des sites web de qualité traitant du thème abordé ici, merci de compléter l'article en donnant les références utiles à sa vérifiabilité et en les liant à la section « Notes et références ».
La didactique visuelle est une discipline des arts appliqués qui concerne la transmission de savoirs par des moyens visuels. Elle relève donc à la fois de la médiation scientifique, de la médiation culturelle, de la communication visuelle et de la pédagogie.
La didactique visuelle met à l'œuvre les approches théoriques des sciences cognitives comme des sciences de l'éducation. Un grand nombre d'objets de notre quotidien relèvent de cette discipline, tels que les albums illustrés, livres d’apprentissage, encyclopédies, jeu, documentaires, guides, plans, signalétique ou autres. L'espace des musées ou l'architecture de sites Internet s’articulent également autour d’enjeux didactiques et de leur expression visuelle.
La didactique visuelle traite du lisible et ce faisant, enrichit le visible qui s’immisce au quotidien dans nos vies. Elle procède, au cœur de cette réalité, d’une lecture vigilante du monde des signes visuels qui nous entoure et des processus rhétoriques qui le sous-tendent. Dans l’exigence plastique qui est la sienne et par sa volonté de partager de manière sensible le savoir comme par son attention au rapport lecteur/usager, elle s’inscrit de  manière transversale entre art et science, au cœur de la création contemporaine.